# Joseph Sadoc Alemany y Conill

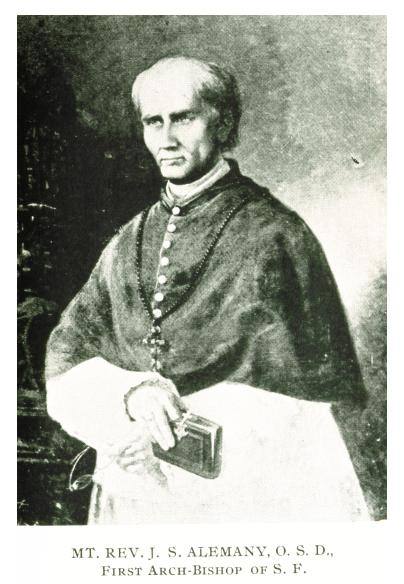
Joseph Sadoc Alemany

Joseph Sadoc Alemany y Conill OP, auf Katalanisch Josep Sadoc Alemany i Conill, (* 13. Juli 1814 in Vic, Katalonien, Spanien; † 14. April 1888 in Valencia) war Erzbischof von San Francisco.

## Leben
Joseph Sadoc Alemany y Conill trat der Ordensgemeinschaft der Dominikaner bei und empfing am 11. März 1837 das Sakrament der Priesterweihe.
Am 31. Mai 1850 ernannte ihn Papst Pius IX. zum Bischof von Monterey. Der Präfekt der Kongregation De Propaganda Fide, Giacomo Filippo Kardinal Fransoni, spendete ihm am 30. Juni desselben Jahres die Bischofsweihe; Mitkonsekrator war der Patriarch von Jerusalem, Giuseppe Valerga.
Am 29. Juli 1853 ernannte ihn Pius IX. zum Erzbischof von San Francisco. Joseph Sadoc Alemany y Conill trat am 21. Dezember 1884 als Erzbischof von San Francisco zurück und wurde am 20. März 1885 zum Titularerzbischof von Pelusium ernannt.